# Vida Bandida
Vida Bandida é o terceiro álbum solo do cantor e compositor brasileiro Lobão sendo lançado em 1987. O disco foi gravado durante a estada de Lobão na cadeia e possui grandes sucessos como "Blá Blá Blá... Eu Te Amo (Rádio Blá)" (originalmente lançada por Hanói-Hanói), "Vida Bandida" e a mais conhecida do disco, "Vida Louca Vida". A canção "Blá Blá Blá... Eu Te Amo (Rádio Blá)" fez parte da trilha sonora da novela Brega & Chique, exibida pela Rede Globo.
Estima-se que o álbum tenha vendido mais de 350 mil cópias no Brasil inteiro.

## Faixas
| N.º | Título                                 | Compositor(es)                     | Duração |  |
| 1.  | "Vida Bandida"                         | Lobão/Bernardo Vilhena             | 3:03    |  |
| 2.  | "Da Natureza dos Lobos"                | Lobão/Bernardo Vilhena             | 4:01    |  |
| 3.  | "Nem Bem, Nem Mal"                     | Lobão/Bernardo Vilhena             | 3:46    |  |
| 4.  | "Soldier Lips"                         | Glória Woerdenbag/Guto Barros      | 2:47    |  |
| 5.  | "Girassóis da Noite"                   | Lobão                              | 4:15    |  |
| 6.  | "Esse Mundo que Eu Vivo"               | Lobão/Bernardo Vilhena             | 3:32    |  |
| 7.  | "Vida Louca Vida"                      | Lobão/Bernardo Vilhena             | 3:29    |  |
| 8.  | "Tudo Veludo"                          | Lobão/Bernardo Vilhena             | 3:02    |  |
| 9.  | "Blá Blá Blá... Eu Te Amo (Rádio Blá)" | Lobão/Arnaldo Brandão/Tavinho Paes | 4:50    |  |
| 10. | "Chorando no Campo"                    | Lobão/Bernardo Vilhena             | 2:57    |  |

## Tabelas
| Tabela musical (1987) | Posição |
| --------------------- | ------- |
| Brasil (Nopem)        | 3       |

| Tabela musical (1987) | Posição |
| --------------------- | ------- |
| Brasil (Nopem)        | 22      |

## Créditos
Banda
- Lobão: vocal, bateria, guitarra elétrica
- Marcelo Sussekind: baixo, guitarra, vocais, bateria
- Paulo Henrique: teclados, guitarra, baixo elétrico, bateria
- Zé Luis: saxofone

Participações especiais
- André Buarque: backing vocals
- Liu: backing vocals
- Marcelo Lima: backing vocals
- Os Aliados: backing vocals
- Jerly Moraes: backing vocals
- Regina Correa: backing vocals
- Renata Moraes: backing vocals
- Renato Nara: guitarras adicionais